# Aaron Lennon
Aaron Justin Lennon (sinh ngày 16 tháng 4 năm 1987) là một cầu thủ bóng đá người Anh hiện đang chơi cho câu lạc bộ Burnley ở giải bóng đá Ngoại hạng Anh. Anh được biết đến như một tiền vệ cánh hoạt động năng nổ trên sân, kỹ thuật cá nhân rất tốt và đặc biệt là tốc độ nước rút cực nhanh.

## Câu lạc bộ

### Leeds United
Sinh ra trong một gia đình đa quốc gia ở thành phố Leeds, anh bắt đầu chơi bóng chuyên nghiệp tại CLB Leeds United và trở thành cầu thủ trẻ nhất từng ra sân thi đấu tại giải ngoại hạng Anh (lúc 16 tuổi 129 ngày). Anh thi đấu ấn tượng dưới màu áo CLB và được sự yêu quý của nhiều cổ động viên Leeds United.
Lennon có người anh trai tên là Anthony cũng được thi đấu ở đội trẻ Leeds United nhưng phải giải nghệ sớm vì bị tai nạn giao thông. Năm 2001 (14 tuổi), anh trở thành cầu thủ bóng đá trẻ nhất từng ký hợp đồng quảng cáo giày với hãng dụng cụ thể thao Adidas. Anh ghi bàn thắng duy nhất cho CLB Leeds United vào Boxing Day 2004 trong trận thắng 3-2 trước CLB Sunderland.

### Tottenham Hotspur
CLB Tottenham Hotspur đã để ý đến tài năng và đem anh về với mức phí chuyển nhượng 1 triệu £ vào tháng 6, năm 2005 (lúc này Leeds United đang bị khủng hoảng mọi mặt, nên phải thanh lý hàng loạt tài năng của mình với giá rẻ mạt như: Rio Ferdinand, Alan Smith,...). Anh ra mắt vài tháng sau thất bại trước Chelsea FC và có bàn thắng đầu tiên tại giải ngoại hạng Anh trong trận thắng 2-0 trước Birmingham City FC.
Anh được Hiệp hội Cầu thủ Chuyên nghiệp Vương quốc Anh PFA đề cử giải cầu thủ trẻ xuất sắc nhất trong mùa bóng 2005-2006 và 2006-2007. Giải thưởng sau cùng đã thuộc về Wayne Rooney và Cristiano Ronaldo của Manchester United FC.

Ngày 8 tháng 1 năm 2007, Lennon ký một hợp đồng mới với Tottenham Hotspur hiệu lực tới năm 2012, với mức lương 20.000 £/tuần. Tháng 3 năm 2009, CLB gia hạn hợp đồng anh đến năm 2014. Anh có mùa bóng thứ ba thành công, và tiếp tục được đề cử giải cầu thủ trẻ xuất sắc của PFA; nhưng vẫn phải nhường danh hiệu cho Ashley Young của CLB Aston Villa.

Anh thi đấu hay và dần trưởng thành trong màu áo Những chú gà trống bên hành lang cánh phải. Tốc độ và kỹ thuật của anh làm nhiều hàng phòng ngự phải e sợ. Anh thi đấu 47 trận trong mọi giải đấu cho CLB (2008-2009) với phong độ tốt và được gọi trở lại đội tuyển Anh. Trong đó có bàn thắng phút bù giờ cuối cùng để ấn định trận hòa 4-4 nghẹt thở trước Arsenal FC trên sân Emirates tháng 8 năm 2008.

Mùa bóng 2009-2010 giai đoạn đầu, anh đóng góp không nhỏ trong thành tích toàn thắng của Tottenham Hotspur, giúp cho CLB có được ngôi số 1 giải ngoại hạng Anh 2 tháng liền. 24 tháng 10 năm 2009, anh gặp chấn thương trong trận tiếp Stoke City (Tottenham chỉ thi đấu với 10 người do đã hết quyền thay cầu thủ). Ngay sau đó, anh bình phục và trở lại ấn tượng trong chiến thắng hủy diệt 9-1 trước Wigan Athletic. Nhưng không may, anh lại dính chấn thương và phải nghỉ phần lớn giai đoạn lượt về. Cuối cùng, CLB Tottenham của Lennon về đích với vị trí thứ 4 chung cuộc tại giải ngoại hạng Anh và điều đó có nghĩa anh sẽ được thể hiện mình ở UEFA Champions League mùa bóng 2010-2011.

## Đội tuyển quốc gia
Lennon được gọi vào tuyển U-21 Anh lần đầu vào tháng 10 năm 2005. Năm sau, ngày 8 tháng 5 năm 2006, anh được gọi vào đội tuyển Anh tham dự World Cup 2006, dù chỉ mới 19 tuổi và phải ngồi dự bị chủ yếu. Anh có màn ra mắt thành công trong màu áo đội tuyển Anh với trận thắng 6-0 trước Jamaica, ngày 2 tháng 6 năm 2006.
Ở World Cup 2006, Lennon vào sân từ ghế dự bị ở trận gặp Trinidad & Tobago (vòng bảng) và ra sân chính thức ở trận gặp Bồ Đào Nha (tứ kết). Trong trận tứ kết, anh bị thay ra cho Jamie Carragher vào, một trong 3 người đã đá hỏng ở lượt sút luân lưu (chung cuộc đội tuyển Anh bị loại).
Lennon ít dịp được ra sân trong vòng loại EURO 2008. Sau đó, anh không xuất hiện trong màu áo đội tuyển khoảng 2 năm để rồi được gọi lại cho trận giao hữu với Slovakia (28 tháng 3 năm 2009) và Ukraina (1 tháng 4 năm 2009). Trong các trận đấu đó, anh vào sân từ ghế dự bị thay cho David Beckham. Nhiều người yêu bóng đá đã nhận định rằng Lennon sẽ là sự thay thế lý tưởng cho Beckham ở vị trí tiền vệ cánh phải đội tuyển Anh.

 Ở chiến dịch vòng loại Giải vô địch bóng đá thế giới 2010, dưới sự dẫn dắt của huấn luyện viên Fabio Capello, Lennon thường xuyên được đá chính và giữ được phong độ cao (ở đội tuyển lẫn CLB Tottenham Hotspur). Anh được bầu là Cầu thủ xuất sắc nhất trận trong trận thắng 5-1 trước đội tuyển Croatia. Tháng 5 năm 2010, anh được Fabio Capello cho vào danh sách 23 cầu thủ chính thức dự Giải bóng đá vô địch thế giới 2010.

## Danh hiệu

### Câu lạc bộ
Tottenham Hotspur
- Football League Cup: 2007–08;[2] á quân: 2008–09[3]

### Cá nhân
- PFA Fans' Player of the Month: tháng 3/2009
- Tottenham Hotspur Football Club 'Player Of The Year': 2008–09
- Tottenham Hotspur Football Club 'Young Player Of The Year': 2005–06, 2008–09
- Tottenham Hotspur Football Club 'Moment Of The Year': 2008–09 (bàn thắng phút bù giờ 90+4 trong trận Arsenal 4-4 Tottenham)
- PFA Young Player of the Year (đề cử): 2005–06, 2006–07, 2008–09

### Sự nghiệp thi đấu
Tính đến ngày 6 tháng 1 năm 2016.
| Câu lạc bộ          | Mùa giải            | Premier League      | Premier League | Premier League | FA Cup | FA Cup | League Cup | League Cup | Châu Âu | Châu Âu | Tổng cộng | Tổng cộng | Tổng cộng |
| Câu lạc bộ          | Mùa giải            | Hạng                | Trận           | Bàn            | Trận   | Bàn    | Trận       | Bàn        | Trận    | Bàn     | Trận      | Bàn       |           |
| ------------------- | ------------------- | ------------------- | -------------- | -------------- | ------ | ------ | ---------- | ---------- | ------- | ------- | --------- | --------- | --------- |
| Leeds United        | 2003–04             | FA Premier League   | 11             | 0              | 1      | 0      | 2          | 0          | —       | —       | 14        | 0         |           |
| Leeds United        | 2004–05             | Championship        | 27             | 1              | 1      | 0      | 1          | 0          | —       | —       | 29        | 1         |           |
| Leeds United        | Tổng cộng           | Tổng cộng           | 38             | 1              | 2      | 0      | 3          | 0          | —       | —       | 43        | 1         |           |
| Tottenham Hotspur   | 2005–06             | FA Premier League   | 27             | 2              | 1      | 0      | 1          | 0          | —       | —       | 29        | 2         |           |
| Tottenham Hotspur   | 2006–07             | FA Premier League   | 26             | 3              | 6      | 1      | 3          | 0          | 8       | 1       | 43        | 5         |           |
| Tottenham Hotspur   | 2007–08             | Premier League      | 29             | 2              | 3      | 0      | 6          | 1          | 9       | 0       | 47        | 3         |           |
| Tottenham Hotspur   | 2008–09             | Premier League      | 35             | 5              | 1      | 0      | 5          | 0          | 6       | 0       | 47        | 5         |           |
| Tottenham Hotspur   | 2009–10             | Premier League      | 22             | 3              | 0      | 0      | 2          | 0          | —       | —       | 24        | 3         |           |
| Tottenham Hotspur   | 2010–11             | Premier League      | 34             | 3              | 1      | 0      | 1          | 0          | 10      | 0       | 46        | 3         |           |
| Tottenham Hotspur   | 2011–12             | Premier League      | 23             | 3              | 5      | 0      | 0          | 0          | 4       | 1       | 32        | 4         |           |
| Tottenham Hotspur   | 2012–13             | Premier League      | 34             | 4              | 1      | 0      | 0          | 0          | 11      | 0       | 46        | 4         |           |
| Tottenham Hotspur   | 2013–14             | Premier League      | 27             | 1              | 1      | 0      | 1          | 0          | 4       | 0       | 33        | 1         |           |
| Tottenham Hotspur   | 2014–15             | Premier League      | 9              | 0              | 0      | 0      | 2          | 0          | 5       | 0       | 16        | 0         |           |
| Tottenham Hotspur   | Tổng cộng           | Tổng cộng           | 267            | 26             | 19     | 1      | 21         | 1          | 57      | 2       | 364       | 30        |           |
| Everton (mượn)      | 2014–15             | Premier League      | 14             | 2              | —      | —      | —          | —          | —       | —       | 14        | 2         |           |
| Everton             | 2015–16             | Premier League      | 10             | 1              | 1      | 0      | 1          | 0          | 0       | 0       | 12        | 1         |           |
| Tổng cộng sự nghiệp | Tổng cộng sự nghiệp | Tổng cộng sự nghiệp | 329            | 30             | 22     | 1      | 25         | 1          | 57      | 2       | 433       | 34        |           |

### Đội tuyển quốc gia
Tính đến ngày 6 tháng 2 năm 2013.
| Đội tuyển quốc gia | Năm       | Trận | Bàn |
| ------------------ | --------- | ---- | --- |
| Anh                | 2006      | 7    | 0   |
| Anh                | 2007      | 2    | 0   |
| Anh                | 2009      | 6    | 0   |
| Anh                | 2010      | 4    | 0   |
| Anh                | 2012      | 1    | 0   |
| Anh                | 2013      | 1    | 0   |
| Tổng cộng          | Tổng cộng | 21   | 0   |